# Megaphobema mesomelas
Megaphobema mesomelas é uma espécie de aranha pertencente à família Theraphosidae (tarântulas).